# Xenohammus quadriplagiatus
Xenohammus quadriplagiatus är en skalbaggsart som beskrevs av Stefan von Breuning 1938. Xenohammus quadriplagiatus ingår i släktet Xenohammus och familjen långhorningar.
Artens utbredningsområde är Laos. Inga underarter finns listade i Catalogue of Life.